# Hoyvík
Hoyvík (dánul: Højvig) település Feröer Streymoy nevű szigetén; gyakorlatilag Tórshavn északi városrésze. Feröer harmadik legnépesebb települése. Közigazgatásilag Tórshavn községhez tartozik.

## Földrajz
A település a fővárostól északra található, de mára egybeépült vele, így gyakorlatilag egy városrésznek tekinthető. Tórshavntól a Hoydalar völgy, illetve a Hoydalsá patak választja el. Tőle keletre fekszik egy mindössze 0,8 hektáros apró sziget, a Hoyvíkshólmur.

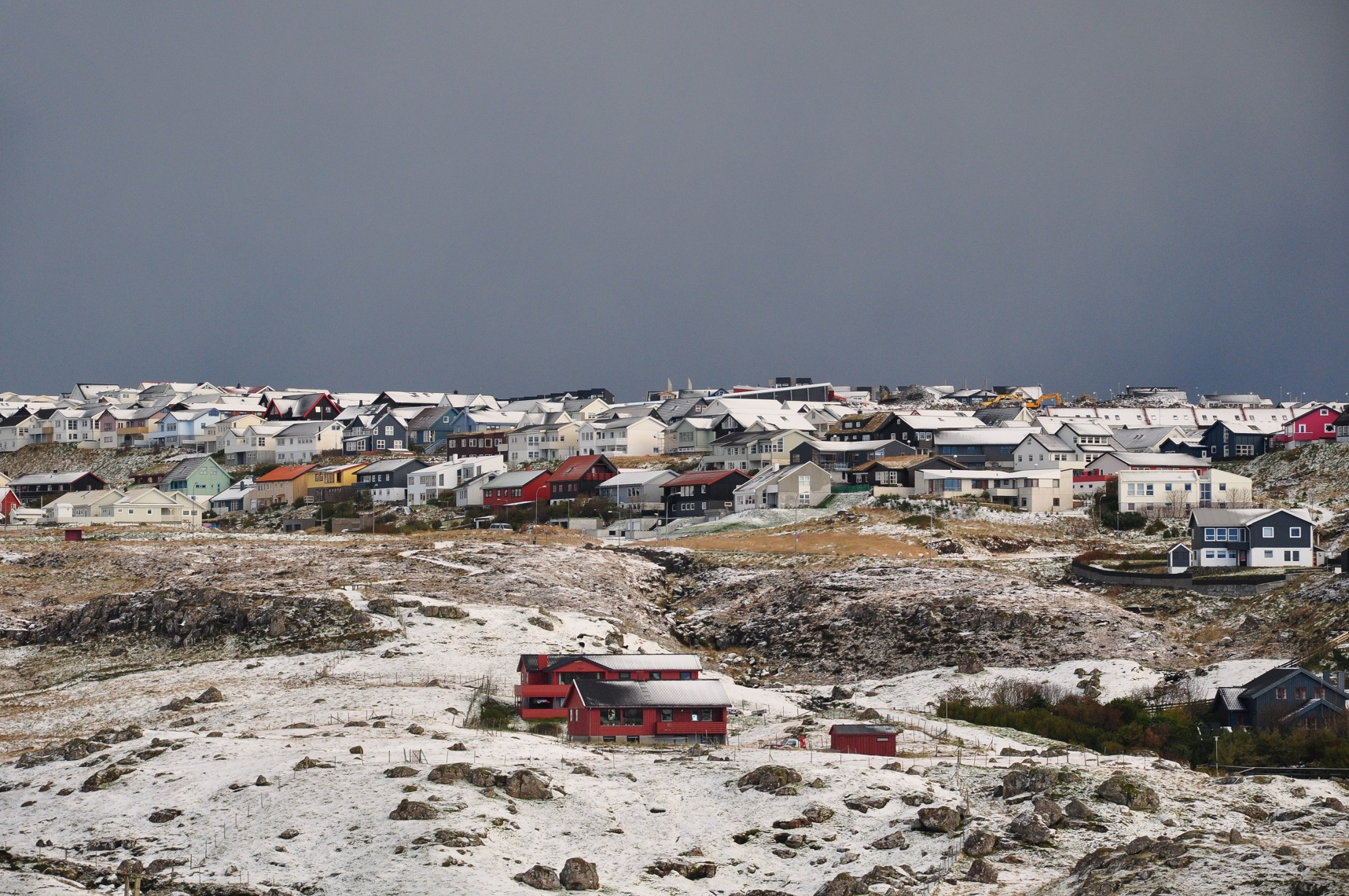
Családi házas városrész

Az utóbbi években számos ház épült, főként családi és sorházak, amelyekre színes, változatos kialakítás jellemző. A főváros várható további növekedése miatt itt is új építési telkeket fognak kialakítani, viszonylag kedvező áron. A tervek szerint nagyobbrészt családi és sorházak, kisebb részt (legfeljebb öt emeletes) lakóházak épülnek majd.

## Történelem
Első írásos említése 1584-ből származik.
A település iskoláját 1977-ben létesítették, de azóta többször ki kellett bővíteni.
Itt írták alá 2005. augusztus 31-én a Hoyvíki Megállapodást Feröer és Izland képviselői a két ország közötti szabad kereskedelemről. A város új templomát 2007. november 4-én szentelték fel.

## Népesség

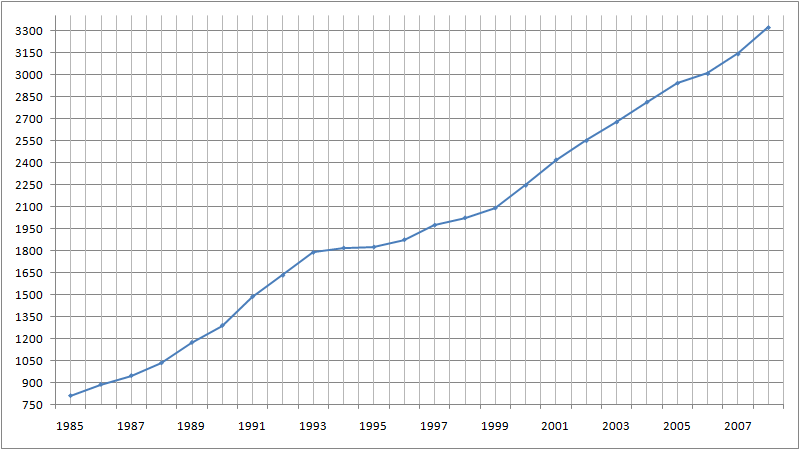
Hoyvík népességének növekedése 1985 és 2008 között

| Év              | Lakosság |
| --------------- | -------- |
| 1986. január 1. | 888      |
| 1991. január 1. | 1487     |
| 1996. január 1. | 1875     |
| 2001. január 1. | 2419     |
| 2006. január 1. | 3007     |

## Közlekedés
A települést három helyközi (100-as, 300-as, 400-as) és három helyi (2-es, 3-as, 4-es) autóbuszvonal is érinti.

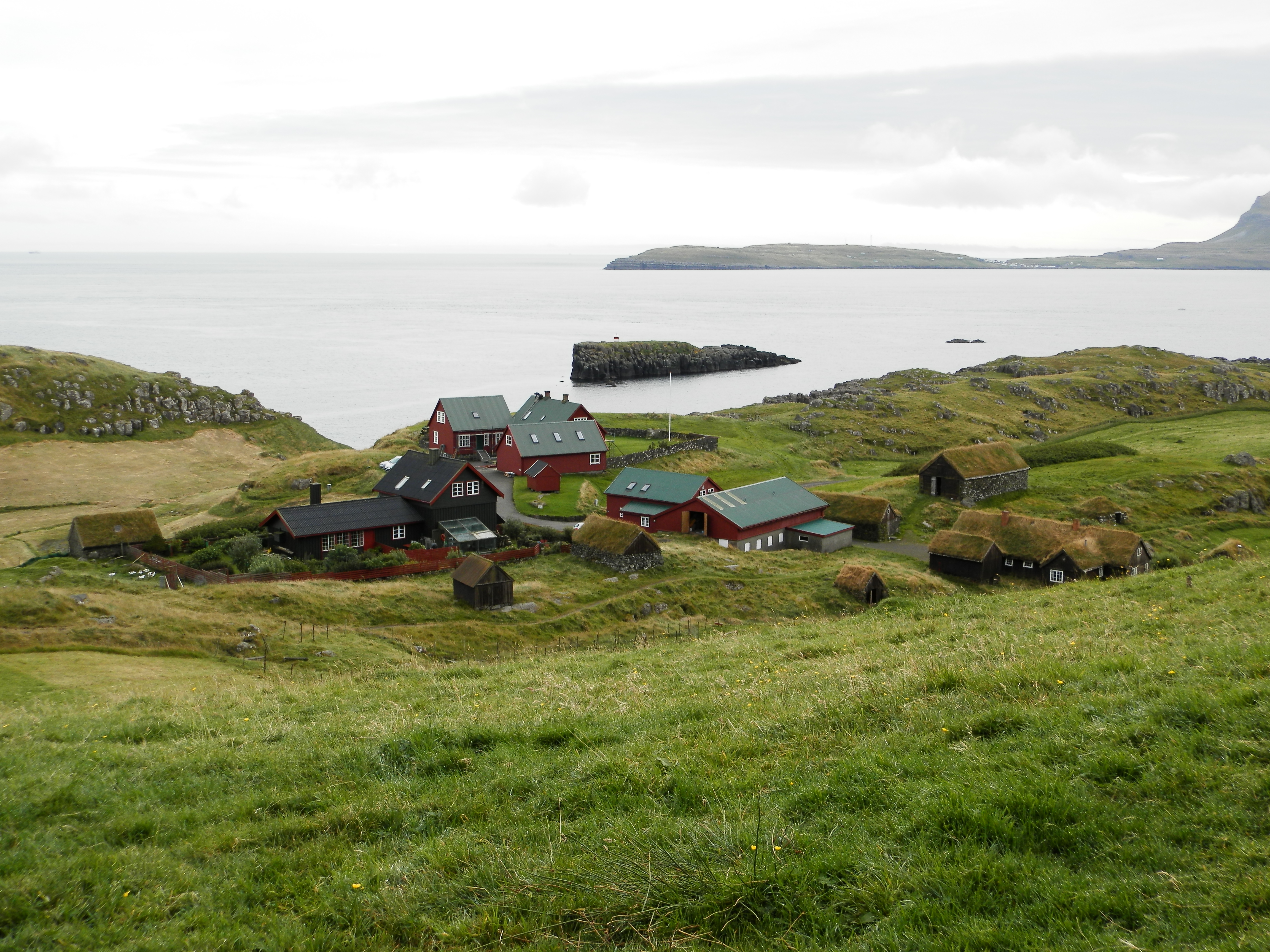
Hoyvík régi településrésze a szabadtéri múzeummal

## Turizmus
Hoyvíkban található a Føroya Fornminnissavn központi épülete és hoyvíki szabadtéri múzeuma is.

## Sport
Labdarúgócsapata az FC Hoyvík.